# Stefan Rieger

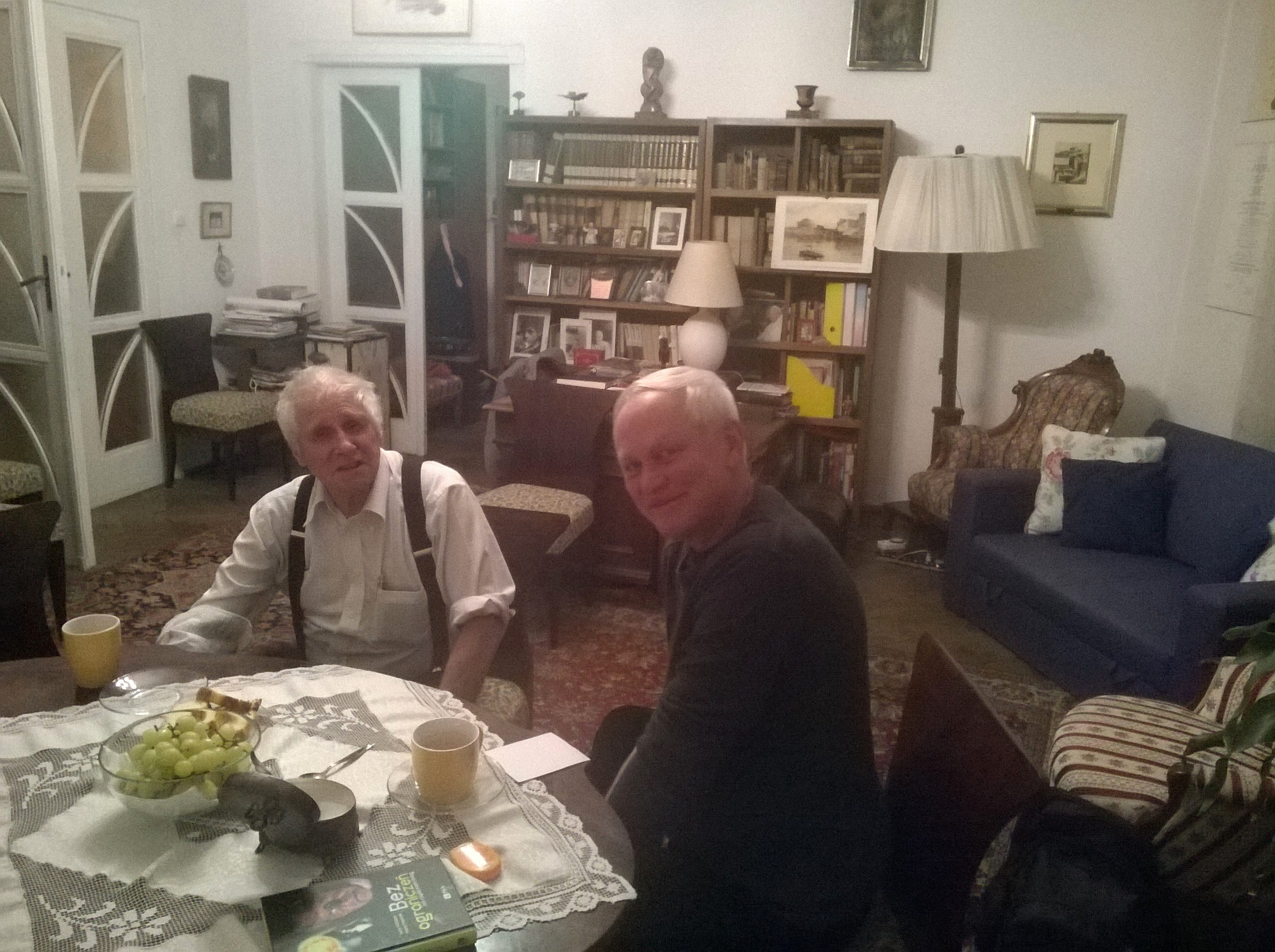
Jerzy Vetulani (z lewej) i Stefan Rieger w Krakowie, 2015

Stefan Rieger (ur. 27 września 1951 w Krakowie, zm. 5 lipca 2024 w La Vieille Prée) – polski dziennikarz i krytyk muzyczny.

## Życiorys
Syn Adama Riegera i Marii Bilińskiej-Riegerowej.
Studiował romanistykę na Uniwersytecie Jagiellońskim. W 1981 roku wyemigrował do Francji, gdzie studiował historię filmu w École des hautes études en sciences sociales w Paryżu. Przez blisko trzydzieści lat był dziennikarzem Radio France International.
Opublikował biografię Glenn Gould, czyli sztuka fugi (słowo/obraz terytoria, Gdańsk 1997 i 2007), za którą został nominowany do Nagrody Literackiej „Nike” 1998.
Współpracował z „Tygodnikiem Powszechnym”.